# ناحیه دوپلین، میشیگان
ناحیه دوپلین (به انگلیسی: Duplain Township) یک منطقهٔ مسکونی در ایالات متحده آمریکا است که در شهرستان کلینتون، میشیگان واقع شده‌است.
 ناحیه دوپلین ۹۱٫۷۱ کیلومتر مربع مساحت و ۲٬۳۶۳ نفر جمعیت دارد و ۲۱۶ متر بالاتر از سطح دریا واقع شده‌است.